# Джерба (остров)
Дже́рба (араб. جربة‎, лат. Meninx) — остров в Средиземном море, расположен в южной части залива Габес. Крупнейший остров у средиземноморского побережья Африки, площадь — 514 км². Принадлежит государству Тунис. В настоящее время соединён с континентом дамбой.

## География
Поверхность острова плоская. Источник воды — артезианские колодцы.

## Население
На 2004 год, население острова составляло 139 517 жителей, из них около 65 тыс. — в городе Хумт-Сук и чуть более 50 тыс. — в городе Мидун. Сейчас на острове живут в основном арабы и берберы, существовавшая много веков большая еврейская община практически полностью выехала во Францию и Израиль во второй половине XX века (в 2017 году численность евреев составляла около 1000 человек). На острове находится одна из старейших синагог мира, Эль-Гриба.
В южных районах живут берберы, говорящие на языке джерба.

## Экономика
Выращиваются маслины, финики и инжир. Кроме сельского хозяйства, население занято рыболовством, а также ловлей губок.
Развит туризм (имеется множество отелей и туристических маршрутов).
Имеется международный аэропорт.

## Культура
В деревне Эрриаз в 2014 году проведена мировая акция стрит-арта  Джербахуд.